# Drie sonates voor Viola da Gamba (J.S. Bach)
De drie sonates voor Viola da Gamba en Cembalo (BWV 1027-1029) van de Duitse componist Johann Sebastian Bach zijn muziekstukken geschreven voor het strijkinstrument Viola da Gamba en het klavecimbel (Cembalo), welke niet bij het grote publiek bekend zijn.

## Achtergronden en BWV-nummer
Nadat de Viola da Gamba in onbruik was geraakt, werden de stukken op de violoncello uitgevoerd. De interesse in uitvoeringen op "historische instrumenten" heeft ook een herinteresse voor de gamba opgeleverd en de sonates worden tegenwoordig ook weer op gamba uitgevoerd.
Elk van de sonates is als individueel werk geschreven. De sonates vormen gezamenlijk geen cyclus. Niet zeker is waarom Bach de sonates schreef. Vermoed wordt dat de eerste sonate is geschreven voor Christian Ferdinand Abel, de hofgambist in Köthen, en de twee volgende sonates voor diens zoon Carl Friedrich Abel.

### BWV 1027 — Sonate nr. 1 in Gmajeur
Deze sonate is terug te voeren op BWV 1039 - Sonate in G-majeur voor twee fluiten en  basso continuo, die rond 1720 door Bach in Köthen zou zijn geschreven. Ook is van deze fluitversie weer een versie gereconstrueerd voor twee violen en basso continuo door uitgever Hans Eppstein. Tevens is er een bewerking voor orgel van deze sonate geschreven; BWV 1027a — Trio in G-majeur voor orgel (arrangement van het Allegro Moderato van BWV 1027)
In de versie voor viola da gamba en klavecimbel speelt de viola da gamba de eerste stem, en is de tweede stem gegeven aan de rechterhand van de klavecimbelpartij. De linkerhand van het klavecimbel bevat de basso-continuopartij als baslijn.
De delen zijn:
- Adagio (12/8 maat, G-majeur)
- Allegro, ma non tanto (3/4 maat, G-majeur)
- Andante (C maat, e-mineur)
- Allegro moderato (alla breve maat, G-majeur)

### BWV 1028 — Sonate nr. 2 in D-majeur
Deze sonate is van later datum dan BWV 1027 en neigt in stijl al veel meer in de richting van het vroege classicisme. Ook deze sonate kent een alternatieve versie, namelijk voor viool en klavecimbel.
De delen zijn:
- Adagio (3/4 maat, D-majeur)
- Allegro (2/4 maat, D-majeur)
- Andante (12/8 maat, b-mineur)
- Allegro (6/8 maat, D-majeur)

### BWV 1029 — Sonate nr. 3 in g-mineur
Deze sonate is concertanter van opzet en in stijl meer verwant aan de Brandenburgse Concerten.
De delen zijn:
- Vivace (C maat, g-mineur)
- Adagio (3/2 maat, Es-majeur)
- Allegro (6/8 maat, g-mineur)

## Discografie
- Uitvoering door Kim Kashkashian, altviool en Keith Jarrett, klavecimbel, ECM Production, 1994.
- Uitvoering door Leonard Rose, cello, en Glenn Gould, piano, Sony, 1994
- Uitvoering door Pablo Casals, cello en Paul Baumgartner, piano, CBS, 1990
- Uitvoering door Nikolaus Harnoncourt, gamba en Herbert Tachezi, klavecimbel, Teldec, 1987
- Uitvoering door Pieter Wispelwey, cello en Richard Egar, clavecimbel, Channel Classics 1999